# Helen Margaret Gilkey

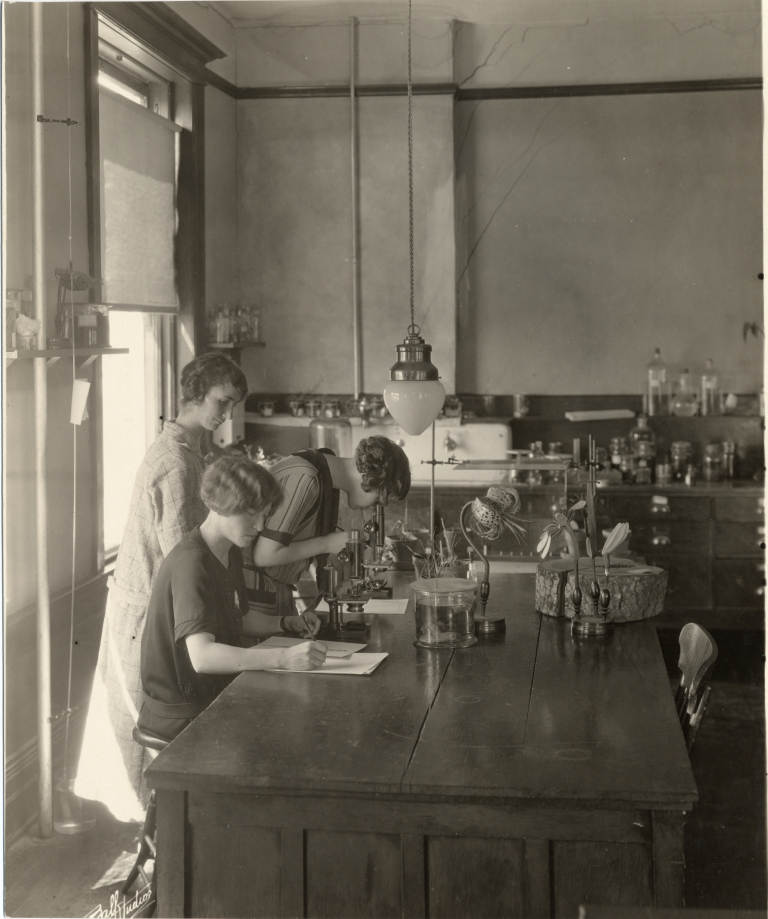
Helen Gilkey mit Studentinnen im Botanikabor

Helen Margaret Gilkey (* 6. März 1886 in Montesano, Washington, Vereinigte Staaten; † 7. August 1972 in Corvallis, Oregon, Vereinigte Staaten) war eine US-amerikanische Mykologin, Illustratorin und Hochschullehrerin. Sie war Professorin an der Oregon State University und war die erste Frau, die an der University of California in Botanik promovierte.

## Leben und Werk

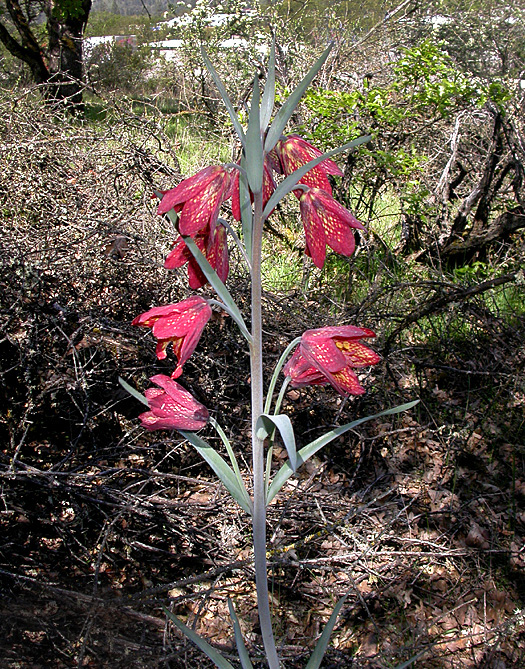
Fritillaria gentneri wurde zum ersten Mal in den frühen 1940er Jahren von Katherine Gentner, einer Einwohnerin von Jacksonville in einem Blumenarrangement entdeckt. Katherines Vater, ein Entomologe an der Southern Oregon Experiment Station schickte ein Exemplar an seine Freundin und Kollegin, die Botanikerin Gilkey von der Oregon State University. Gilkey veröffentlichte die Beschreibung dieser neuen Art anschließend in der wissenschaftlichen Zeitschrift Madroño und benannte die Pflanze nach der Familie Gentner

Gilkey war eines von sechs Kindern von Fannie Elizabeth Barnes Gilkey und des Gärtners John Augustus Gilkey. 1903 zog sie mit ihrer Familie nach Corvallis (Oregon), wo ihr Vater als Aufseher über die Anlagen und Gewächshäuser am Oregon Agricultural College (heute Oregon State University) arbeitete. Sie studierte am Oregon Agricultural College, wo sie einen Bachelor-Abschluss und 1911 einen Master-Abschluss mit einer Arbeit mit dem Titel Oregon Mushrooms erhielt.
Ein Jahr später begann sie ein Doktorandenprogramm an der University of California in Berkeley. Der Einfluss des Leiters der Botanikabteilung, William Albert Setchell, führten dazu, dass sie ihre Forschungen an der Taxonomie der Trüffelpilze vertiefte. Sie promovierte an der University of California in Berkeley als erste Frau. Ihre Dissertation A Revision of the Tuberales (truffle fungi) of California wurde 1916 veröffentlicht.
Nach ihrer Promotion trat sie der Botanikfakultät als wissenschaftliche Illustratorin bei und illustrierte anonym Willis Linn Jepsons Manual of Flowering Plants of California. 1918 bot ihr das Oregon Agricultural College eine Stelle als Herbariumskuratorin an und sie wurde Professorin für Botanik an der Universität.
Nach ihrer Pensionierung 1951 blieb sie als emeritierte Professorin aktiv und setzte ihre Forschung bis zu ihrem Tod 1972 im Alter von 86 Jahren fort.
Während ihrer 33-jährigen Karriere an der Oregon State University beaufsichtigte Gilkey das Herbarium, dessen Bestand unter ihrer Leitung von 25.000 auf 75.000 Pflanzenexemplare anwuchs. 
Gilkey war Mitautorin mehrerer Bücher und über vierzig wissenschaftlicher Artikel, darunter biografische Skizzen von Botanikern und eine unveröffentlichte Geschichte des Herbariums im Staat Oregon. 1936 schrieb sie das Handbook of Northwest Flowering Plants, ein Buch, das noch heute gedruckt wird. Die neueste Ausgabe wurde 2001 veröffentlicht.
Ihre Illustrationskunst wurde auf dem Internationalen Botanischen Kongress 1969 in der Hunt Botanical Library Exhibit of 20th Century Botanical Art and Illustration gezeigt.
Um sie bei der Nennung eines botanischen Namens als Autorin anzugeben, wird das Autorenkürzel der Botaniker und Mykologen Gilkey verwendet.

## Auszeichnungen und Ehrungen (Auswahl)
- 1952: Outstanding Scientist der Oregon Academy of Sciences
- 1969: Outstanding Scientist der Northwest Scientific Association
- 2006: die Trüffelgattung Gilkeya wird ihr zu Ehren benannt[10]

## Veröffentlichungen (Auswahl)
- Handbook of Northwestern plants. Oregon State University Bookstores, 1967.